# Sergej Beljaev
Sergej Nikolaevič Beljaev (in kazako Сергей Николаевич Беляев?; tr. en.: Sergey Nikolayevich Belyayev; Tashkent, 8 maggio 1960 – Almaty, 6 settembre 2020) è stato un tiratore a segno kazako.
Iniziò la sua carriera sportiva nel 1974 con l'Unione Sovietica, ma  esordì nelle competizioni internazionali solo a partire dalla fine dagli anni Novanta - concordemente alla dissoluzione dell'URSS - gareggiando per il Kazakistan. Raggiunse la sua unica edizione dei Giochi olimpici ad Atlanta 1996, dove si aggiudicò due medaglie d'argento con la carabina a 50 metri.

## Palmarès
| Anno | Manifestazione      | Sede      | Evento              | Risultato | Prestazione | Note |
| ---- | ------------------- | --------- | ------------------- | --------- | ----------- | ---- |
| 1994 | Giochi asiatici     | Hiroshima | Carabina 50m, terra | Oro       | 702,1       |      |
| 1994 | Giochi asiatici     | Hiroshima | Carabina 50m, 3P    | Argento   | 1.248       |      |
| 1996 | Giochi olimpici     | Atlanta   | Carabina 50m, 3P    | Argento   | 1.272,3     |      |
| 1996 | Giochi olimpici     | Atlanta   | Carabina 50m, terra | Argento   | 703,3       |      |
| 2000 | Campionati asiatici | Langkawi  | Carabina 50m, terra | Bronzo    | 692,1       |      |
| 2002 | Giochi asiatici     | Pusan     | Carabina 50m, terra | Oro       | 700,3       |      |
| 2006 | Giochi asiatici     | Doha      | Carabina 50m, terra | Bronzo    | 692         |      |

## Coppe e meeting internazionali
1993
- Argento in Coppa del Mondo ( Monaco di Baviera), carabina 50m, terra - 699,6

1994
- Bronzo in Coppa del Mondo ( Monaco di Baviera), carabina 50m, terra - 696,7

1996
- Bronzo in Coppa del Mondo ( Näfels), carabina 50m, 3 posizioni - 1.260,8